# I Won't Hold You Back
Singles de Toto
Africa
(1982) Waiting for Your Love
(1983)
I Won't Hold You Back est une chanson du groupe de rock Toto, enregistrée et sortie en 1983 sur l'album Toto IV. C'est le quatrième single issu de l'album Toto IV.
Le bassiste des Eagles, Timothy B. Schmit participe aux chœurs.
En 2001, la chanson a été échantillonnée par le disc-jockey Roger Sanchez pour sa chanson Another Chance, qui a atteint la première place du classement des singles britanniques.
Elle a aussi été samplée par le DJ Pone de la Fonky Family, pour la chanson Mystère et suspens, en 2001 sur l'album Art de rue.

## Musiciens

### Toto
- Steve Lukather : guitares, chant
- David Paich : piano, arrangements
- Steve Porcaro : claviers
- David Hungate : basse
- Jeff Porcaro : batterie, percussion

### Musiciens additionnels
- Timothy B. Schmit : chant
- James Newton Howard : arrangements
- Marty Paich : arrangements

## Accueil commercial
Le single atteint la 10e place dans le classement de Billboard Hot 100 le 7 mai 1983 et passe trois semaines à la première place du classement Hot Adult Contemporary Tracks. La chanson est entrée dans le top 40 des singles britanniques et s'est hissée à la onzième place en Irlande.

## Classements
| Classement (1983)               | Meilleure position |
| ------------------------------- | ------------------ |
| Australie (Kent Music Report)   | 80                 |
| Canada (RPM 50 Singles)         | 17                 |
| Canada (RPM Adult Contemporary) | 1                  |
| États-Unis (Hot 100)            | 10                 |
| États-Unis (Adult Contemporary) | 1                  |
| États-Unis (Cash Box Top 100)   | 14                 |
| Irlande (IRMA)                  | 11                 |
| Pays-Bas (Single Top 100)       | 67                 |
| Royaume-Uni (UK Singles Chart)  | 37                 |

| Classement (1983)              | Position |
| ------------------------------ | -------- |
| États-Unis (Billboard Hot 100) | 69       |
| États-Unis (Cash Box)          | 95       |